# This Is What I Know About Being Gigantic
This Is What I Know About Being Gigantic es el EP debut de la banda Minus the Bear.

## Lista de canciones
| N.º | Título                               | Duración |  |
| 1.  | «Hey, Wanna Throw Up? Get Me Naked»  | 3:49     |  |
| 2.  | «Lemurs, Man, Lemurs»                | 3:10     |  |
| 3.  | «Untitled»                           | 2:07     |  |
| 4.  | «Intro»                              | 1:12     |  |
| 5.  | «Just Kickin' It Like a Wild Donkey» | 4:10     |  |
| 6.  | «Potato Juice & Liquid Bread»        | 4:59     |  |
| 7.  | «Pantsuit...Uggghhh»                 | 5:56     |  |

## Personal
- Jake Snider - Voz y guitarra
- Dave Knudson - Guitarra
- Erin Tate - Batería
- Cory Murchy - Bajo
- Matt Bayles - Electrónica

### Producción
- Grabado por Matt Bayles yMinus The Bear
- Mezclado por Matt Bayles
- Asistido por Troy Tiejten yTom Harpel
- Masterizado por Ed Brooks